# Amélie von Reichenbach-Lessonitz

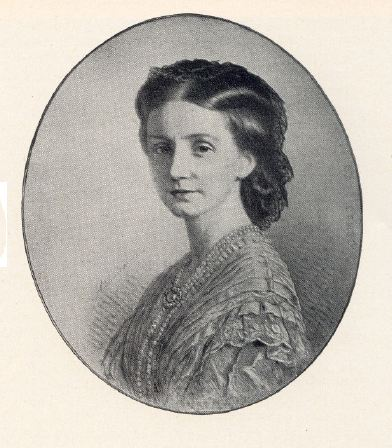
Condessa Amélie von Reichenbach-Lessonitz

Condessa Amélie von Reichenbach-Lessonitz  (nascida Reichsfreiin Amélie Goler Ravensburg;  Karlsruhe, 27 de abril de 1838 — Frankfurt am Main, 14 de março de 1912) foi a esposa do Conde Wilhelm von Reichenbach-Lessonitz. Ela é mais conhecida por ter sido dona do Palácio Reichenbach Lessonitz em Frankfurt. 

## Família
Amélie foi a filha do Capitão Carlos Ludwig Goler Ravensburg (1810—1845) e sua esposa Pauline Auguste Wielandt (1813—1856). A família Goler Ravensburg descende da antiga família nobre Kraichgauer.  

## Vida
Com 19 anos ela se casou em 19 de março de 1857 com o Conde Wilhelm von Reichenbach-Lessonitz (29 de junho de 1824—19 de janeiro de 1866). Seu marido era o terceiro filho do eleitor Guilherme II de Hesse-Cassel e sua segunda esposa, a Condessa Emilie Ortlöpp de Reichenbach-Lessonitz. Em seus nove anos de casamento, eles tiveram dois filhos. A filha mais nova Caroline Lilly (1860-1874) morreu aos 14 anos, em Stuttgart. A filha mais velha Pauline (1858-1927) casou em 1880 com o Príncipe Alfredo de Lowenstein-Wertheim-Freudenberg (1855-1925).
Sua neta Elisabeth Merton, nascida princesa de Lowenstein-Wertheim-Freudenberg (1890-1953) era casada em primeiro casamento com, Príncipe de Sayn-Wittgenstein-Berleburg (1878-1955). Em segundo casamento ela se casou em 28 de Março de 1930 em Frankfurt com o proprietário da Metallgesellschaft Richard Merton (1881-1960), que também adotou os filhos de seu primeiro casamento. Um deles bisneto, Casimir Johannes, Príncipe de Sayn-Wittgenstein-Berleburg mais tarde foi temporariamente tesoureiro da CDU Hesse.
Amélie morreu em Frankfurt am Main aos 74 anos de idade.

## Enterro
Condessa Amélie foi enterrado primeiro ao lado de seu marido no jazigo da família para Ermatingen. Após a conclusão dos Familienmausoleums elaborados para a família Graf de Reichenbach-Lessonitz na Hauptfriedhof Frankfurt, teve lugar em 21 de Fevereiro de 1913, a transferência para Frankfurt.